# Liselott Linsenhoff
Liselott Linsenhoff, född den 27 augusti 1927 i Frankfurt am Main i Tyskland, död 4 augusti 1999 i Juan-les-Pins, Frankrike, var en tysk dressyrryttare och olympisk guldmedaljör.
År 1968 tävlade hon dressyr och vann lagguld för Västtyskland, med den kända svenska hingsten Piaff, på Olympiska sommarspelen. På 1972 års Olympiska sommerspel i München vann hon både individuellt guld och lagsilver och blev därmed den första kvinna att vinna ett individuellt OS-guld inom ridsporten.